# Karolina Czarnecka
Karolina Czarnecka (ur. 29 października 1989 w Sokółce) – polska aktorka, wokalistka, autorka tekstów i performerka.

## Życiorys
Jest absolwentką Wydziału Sztuki Lalkarskiej w Białymstoku (2013) i Wydziału Aktorskiego Akademii Teatralnej im. Aleksandra Zelwerowicza w Warszawie (2016).
Została laureatką nagrody specjalnej 17. Ogólnopolskiego Konkursu Wokalnego „Pamiętajmy o Osieckiej”. Szerzej zaistniała w 2014 za sprawą interpretacji utworu The Tiger Lillies „Heroin and Cocaine” (w polskim tłumaczeniu: Hera, Koka, Hasz, LSD), który zaśpiewała podczas Przeglądu Piosenki Aktorskiej we Wrocławiu. Występ wzbudził szerokie zainteresowanie widzów, został wyświetlony ponad 1,5 mln razy w ciągu tygodnia od jego publikacji w serwisie YouTube i ponad 33 mln razy w ciągu czterech lat. Na fali popularności, za pomocą platformy crowdfundingowej Polakpotrafi, zebrała ponad 36 tys. zł na realizację teledysku do utworu „Hera, Koka, Hasz, LSD”, który ukazał się latem 2014. 19 sierpnia wydała debiutancki minialbum pt. Córka.
Od 2012 mieszka w Warszawie. Od 2014 jest członkinią warszawskiej grupy teatralno-kabaretowej „Pożar w Burdelu”, z którego wyłonił się jego kobiecy odłam Żelazne Waginy. W 2017 została członkinią żeńskiej grupy muzycznej Gang Śródmieście. 20 kwietnia 2018 wydała drugi solowy album pt. Solarium 2.0, na którym kompozytorsko i instrumentalnie wspomagał ją zespół UV. 
19 lipca 2019 miał swoją premierę singiel „Módl się za nami” zapowiadający nową płytę artystki. 15 listopada ukazał się trzeci album pt. Cud, zachowany w stylistyce folkorap. 
Na dużym ekranie zadebiutowała w 2016 rolą w filmie #WszystkoGra w reżyserii Agnieszki Glińskiej. W 2019 zagrała w filmie Sługi wojny (reż. Mariusz Gawryś), a w 2020 wcieliła się w postać Nadii Polczak w serialu Miasto długów.

## Życie prywatne
Ma córkę Józefinę (ur. 2022).
W 2024 roku wyznała, że zmagała się z uzależnieniem od narkotyków i alkoholu.

## Dyskografia
Albumy
| Tytuł                           | Dane dot. albumu                                       | Pozycja na liście POL |
| ------------------------------- | ------------------------------------------------------ | --------------------- |
| Córka (EP)                      | - Data: 19 sierpnia 2014 - Wydawca: Proud Action Group | –                     |
| Feminopolo (z Gang Śródmieście) | - Data: 23 listopada 2017 - Wydawca: Karrot Kommando   | –                     |
| Solarium 2.0                    | - Data: 20 kwietnia 2018 - Wydawca: Karrot Kommando    | –                     |
| Cud                             | - Data: 15 listopada 2019 - Wydawca: Kayax             | 49                    |

Single
| Tytuł                                           | Rok  | Pozycja na liście | Pozycja na liście | Pozycja na liście | Album        |
| Tytuł                                           | Rok  | SLiP              | POL Dance         | LP3               | Album        |
| ----------------------------------------------- | ---- | ----------------- | ----------------- | ----------------- | ------------ |
| „Hera, Koka, Hasz, LSD”                         | 2014 | 46                | 40                | –                 | Córka        |
| „Stolica”                                       | 2014 | –                 | –                 | –                 | Córka        |
| „Demakijaż” (gościnnie: L.U.C.)                 | 2015 | –                 | –                 | –                 | Córka        |
| „Discopolka” (jako: Gang Śródmieście)           | 2017 | –                 | –                 | –                 | Feminopolo   |
| „Fruń” (gościnnie: L.U.C., Laboratorium Pieśni) | 2018 | –                 | –                 | 38                | Good L.U.C.K |
| „Rozkmina” (jako: Gang Śródmieście)             | 2018 | –                 | –                 | –                 | Feminopolo   |
| „Mój pokój”                                     | 2018 | –                 | –                 | –                 | Solarium 2.0 |
| „Anaruk”                                        | 2019 | –                 | –                 | –                 | Solarium 2.0 |
| „Módl się za nami”                              | 2019 | –                 | –                 | –                 | Cud          |
| „Trzydzieści”                                   | 2019 | –                 | –                 | –                 | Cud          |
| "Polska musi uwierzyć w miłość"                 | 2020 | –                 | –                 | –                 | Cud          |
| "Pielgrzymka" (gościnnie: Sarius)               | 2020 | –                 | –                 | –                 | Cud          |
| "Córy"                                          | 2021 | –                 | –                 | –                 | –            |
| „–” singel nie był notowany.                    |      |                   |                   |                   |              |

## Teledyski
| Tytuł                                  | Rok  | Reżyseria                           | Album        | Źródło |
| -------------------------------------- | ---- | ----------------------------------- | ------------ | ------ |
| „Hera, Koka, Hasz, LSD”                | 2014 | Maciej Sterło-Orlicki               | Córka        | [ 22 ] |
| „Demakijaż” (gościnnie: L.U.C.)        | 2015 | Lucek i Mecek                       | Córka        | [ 23 ] |
| „Wagina” (oraz Irena Melcer)           | 2015 | –                                   | –            | [ 24 ] |
| „Za siedmioma blokami” (vs SoDrumatic) | 2015 | –                                   | –            | [ 25 ] |
| "Discopolka" (jako: Gang Śródmieście)  | 2017 | Karolina Czarnecka                  | Feminopolo   | [ 26 ] |
| "Mój pokój"                            | 2018 | Karolina Czarnecka                  | Solarium 2.0 | [ 27 ] |
| "Anaruk"                               | 2019 | Rafał Nowakowski                    | Solarium 2.0 | [ 28 ] |
| "Módl się za nami"                     | 2019 | Łukasz Jasiukowicz, Anna Szwec      | Cud          | [ 29 ] |
| "Trzydzieści"                          | 2019 | Łukasz Kundzicz, Karolina Czarnecka | Cud          | [ 30 ] |
| "Dom"                                  | 2020 | Łukasz Krysiewicz                   | Cud          | [ 31 ] |
| "Polska musi uwierzyć w miłość"        | 2020 | Łukasz Jasiukowicz                  | Cud          | [ 32 ] |
| "Módl się za nami" (acoustic version)  | 2020 | Daniel Hawryluk                     | Cud          | [ 33 ] |
| "Pielgrzymka" (gościnnie: Sarius)      | 2020 | Karol Moch                          | Cud          | [ 34 ] |

## Teatr
- „Miłość blondynki” (2014, reżyseria: Krystyna Janda, Och-Teatr w Warszawie)[35]
- „Wszyscyśmy kupcy starej tandety” (2014, reżyseria: Agata Duda-Gracz, Kraków
- „Pieśni ludu polskiego” (2014, reżyseria: Michał Walczak, Pożar w Burdelu, Openair)
- „East Side Story. Musical o metrze & wódce”  (2014, reżyseria: Michał Walczak, Pożar w Burdelu ,Centrum Kultury Koneser)
- „Burdelszopka” (2014, reżyseria: Michał Walczak, Pożar w Burdelu, Teatr WARSawy)
- „Don Juan w Warszawie” (2015, reżyseria: Michał Walczak, Pożar w Burdelu, Teatr Polski w Warszawie)
- „Inwazja dybuków 2, czyli Warszawski Golem” (2015, reżyseria: Michał Walczak, Pożar w Burdelu, Muzeum Historii Żydów Polskich)
- „Herosi Transformacji vol. II. Wielki Transformator” (2015, reżyseria: Michał Walczak, Pożar w Burdelu, Teatr WARSawy)
- „Dzika Strona Wisły – Kluboteatr Dzika Strona Wisły” (2015, reżyseria: Michał Walczak, Pożar w Burdelu, Kluboteatr Dzika Strona Wisły)
- „Dziewczyna z marszu niepodległości” (2015, reżyseria: Michał Walczak, Pożar w Burdelu, Teatr WARSawy)
- „Burdelszopka, czyli Rzeź niewiniątek” (2015, reżyseria: Michał Walczak, Pożar w Burdelu, Teatr WARSawy)
- „Zemsta Bogów – Hollywoodzki musical słowiański” (2016, reżyseria: Michał Walczak, Pożar w Burdelu, Teatr Polski w Warszawie)
- „Herosi transformacji i miecz Chrobrego” (2016, reżyseria: Michał Walczak, Pożar w Burdelu, Teatr WARSawy)
- „Demony Żoliborza – horror inteligencki” (2016, reżyseria: Michał Walczak, Pożar w Burdelu, Kino Elektronik)
- „Dziewczyny z marszu niepodległości (erotyczny thriller patriotyczny)” (2016, reżyseria: Michał Walczak, Pożar w Burdelu, Teatr WARSawy)
- „Szpital Nieświętej Rodziny – Antyszopka” (2016, reżyseria: Michał Walczak, Pożar w Burdelu, Teatr Nowy w Warszawie)
- 500 zeta (2016, reżyseria: Michał Walczak, Żelazne Waginy)
- Gala PPA „MUZEUM WOLNOŚCI”  (2017, Pożar w Burdelu, Przegląd Piosenki Aktorskiej we Wrocławiu)
- „Herosi Transformacji. Nacjopolis.” (2017, reżyseria: Michał Walczak, Pożar w Burdelu, Teatr WARSawy)
- „Śmierć wrogiem ojczyzny” (2017, reżyseria: Michał Walczak, Pożar w Burdelu, Teatr WARSawy)
- „Duchy. Musical spirytystyczny” (2018, reżyseria: Michał Walczak, Pożar w Burdelu, Teatr WARSawy)
- Gala PPA „Miłe Panie i Panowie bardzo mili. Piosenki Wojciecha Młynarskiego” (2018, reżyseria: Agnieszka Glińska, Przegląd Piosenki Aktorskiej we Wrocławiu)
- „Cześć i chwała bohaterkom” (2019, reżyseria: Michał Walczak, Żelazne Waginy)

## Filmografia
- 2016: #WszystkoGra jako Wanda, przyjaciółka Zosi
- 2017: Zwykłe losy Zofii jako Zofia (etiuda szkolna nagrodzona na 43. FPFF w Gdyni[36])
- 2018–2020: Na dobre i na złe jako Justyna, dziewczyna Wilczewskiego (odc. 698–700, 703, 704, 706, 776–778)
- 2019: Sługi wojny jako Olga (odc. 1–3)
- 2020: O mnie się nie martw jako Elwira, żona Leszka (odc. 149)
- 2020: Miasto długów jako Nadia Polczak (odc. 1–21, 23, 25–29, 31–32)
- 2022: Szadź jako sprzedawczyni (odc. 21)